# Crocothemis misrai
Crocothemis misrai là loài chuồn chuồn trong họ Libellulidae. Loài này được Baijal & Agarwal mô tả khoa học đầu tiên năm 1956.